# آلفين أغيلار
آلفين أغيلار هو لاعب كاراتيه فلبيني، ولد في 28 أبريل 1974 في مانيلا في الفلبين.